# Сухі ліси островів Ревільяхіхедо
Сухі ліси островів Ревільяхіхедо (ідентифікатор WWF: NT0216) — неотропічний екорегіон тропічних та субтропічних сухих широколистяних лісів, розташований на островах Ревільяхіхедо в Тихому океані.

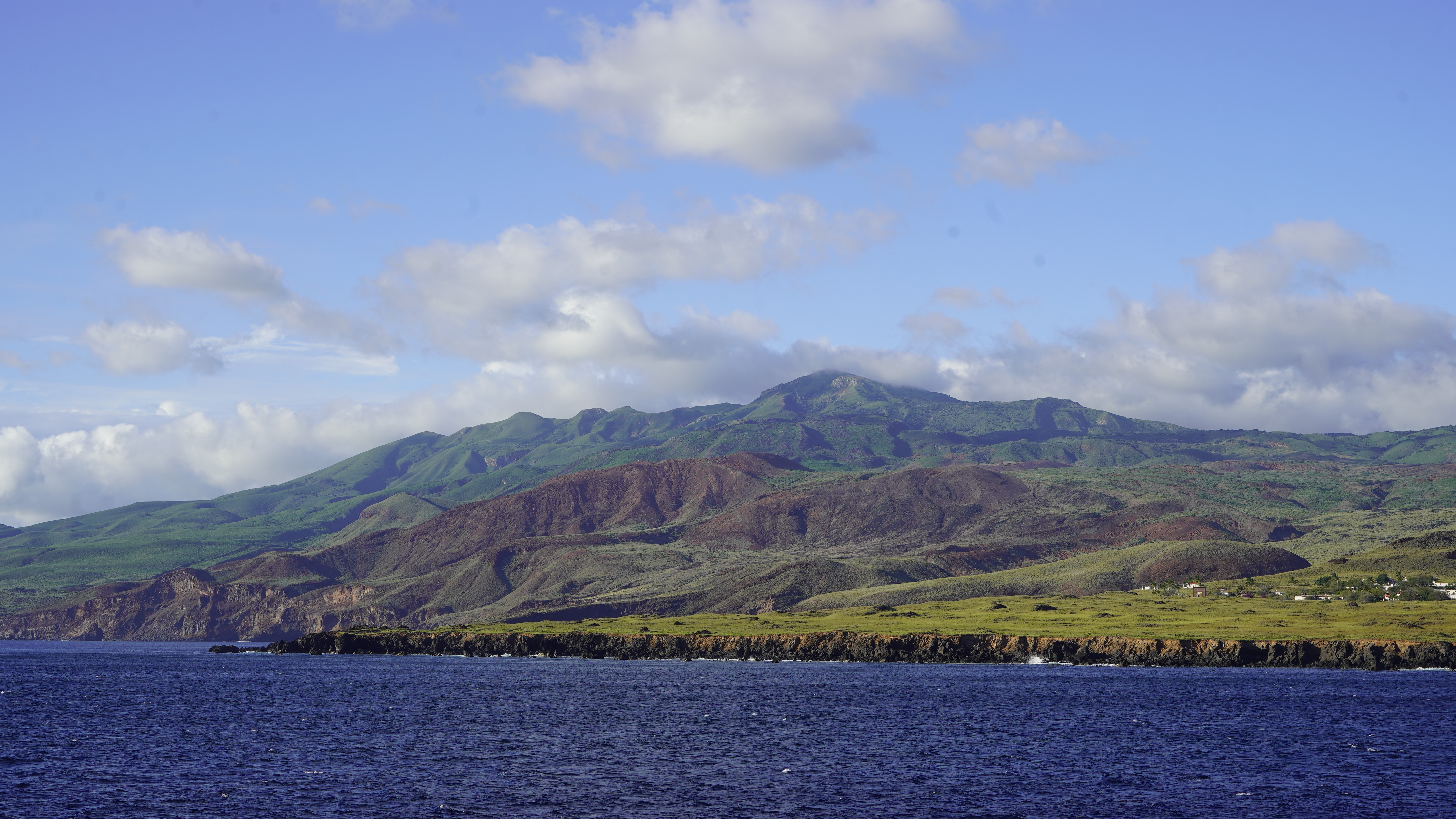
Острів Сокорро

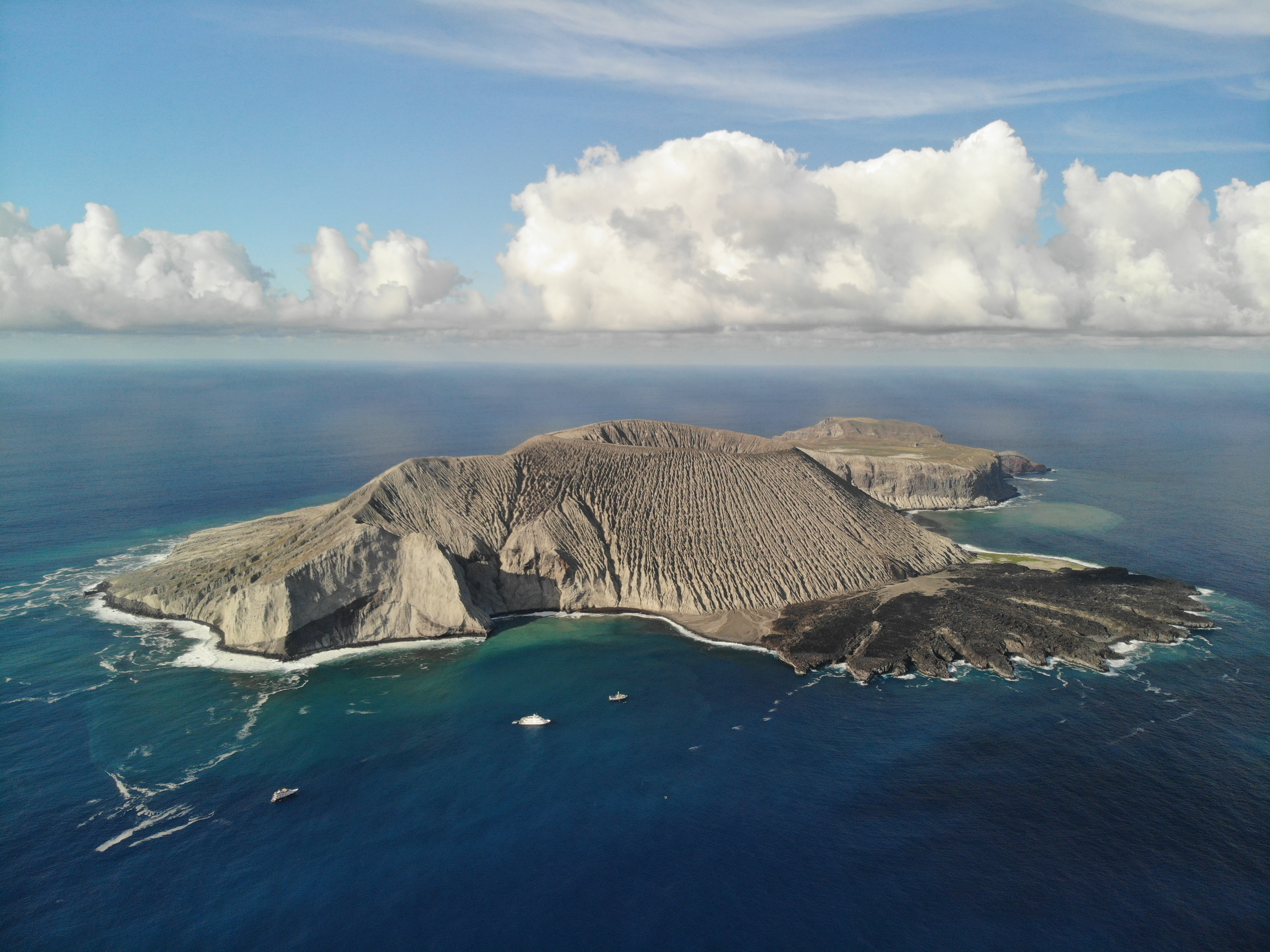
Острів Сан-Бенедікто

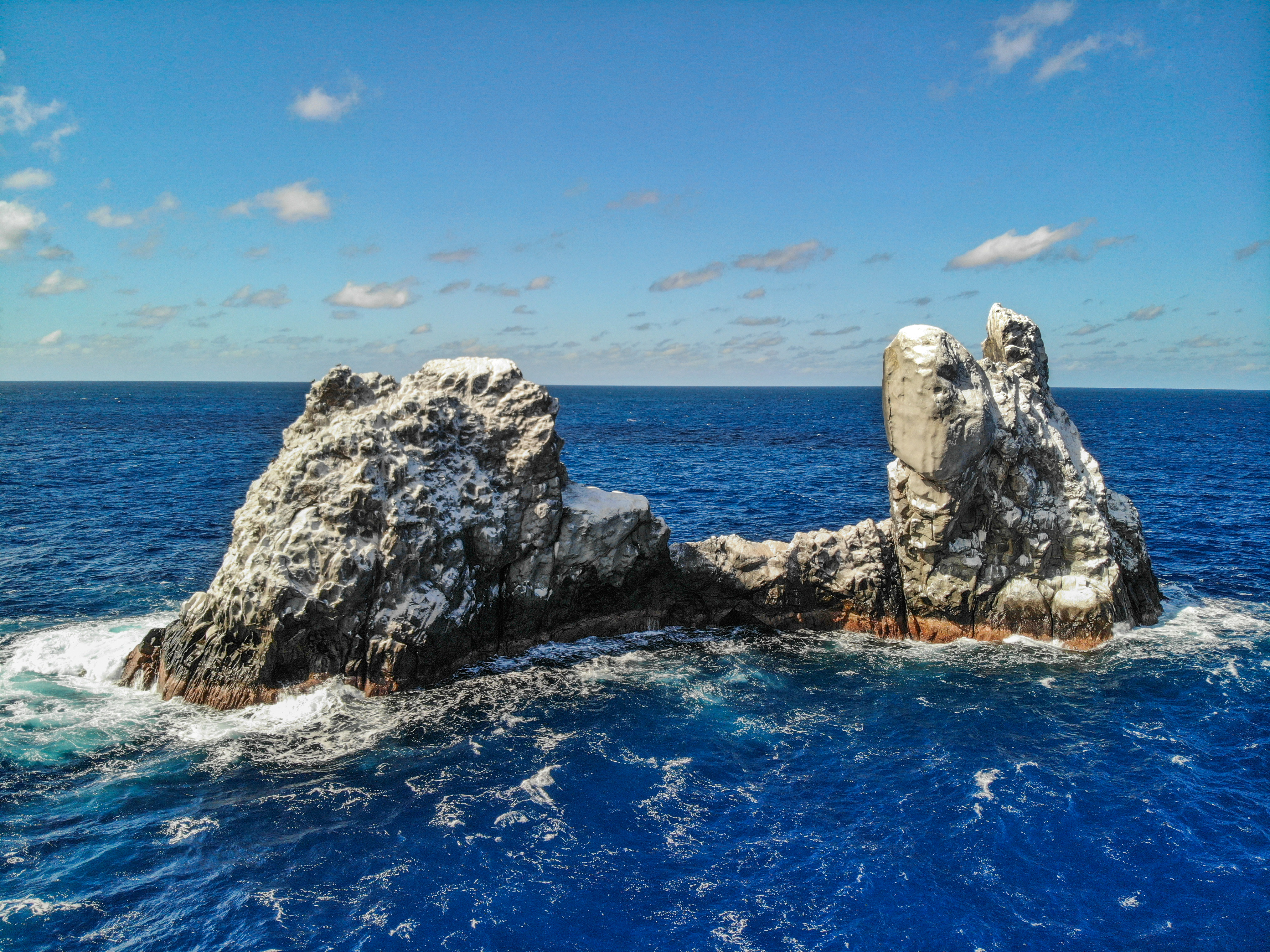
Скелі Рока-Партіда

## Географія
Екорегіон сухих лісів островів Ревільяхіхедо охоплює мексиканський архіпелаг Ревільяхіхедо, розташований на сході Тихого океану, приблизно за 390 км на південний захід від міста Кабо-Сан-Лукас на крайньому півдні Каліфорнійського півострова. Архіпелаг складається з чотирьох вулканічних островів — Сокорро, Сан-Бенедікто, Рока-Партіди та Кларіона, які утворилися у плейстоцені.
Острів Сокорро площею 132 км² є найбільшим островом архіпелагу. Тут розташована найвища вершина регіону — діючий вулкан Еверманн заввишки 1050 м, який востаннє вивергався у 1993 році. Поверхня острова Сокорро, який стрімко підіймається над водами океану, порізана розломами та ущелинами. Тут зустрічаються невеликі кратери, лавові куполи, застиглі потоки лави та шлакові конуси, а також кам'янисті та піщані пляжі.
Кларіон, найзахідніший острів у архіпелазі Ревільяхіхедо, розташований приблизно за 390 км на захід від Сокорро. Площа острова становить 19,8 км², а його найвищою вершиною є гора Гальєгос заввишки 335 м. Основу Кларіону, як і основу Сокорро, складають базальтові та цинеритові магматичні породи, вкриті вулканічними ґрунтами. Ґрунти Кларіону більш старі та глибокі, ніж ґрунти Сокорро.
Острів Сан-Бенедікто площею 10 км² розташований за 52 км на північний схід від Сокорро. Його найвищою вершиною є діючий вулкан Барсена заввишки 332 м, який піднявся над водою у 1952-53 роках в ході масштабного виверження, яке знищило всю флору і фауну на острові. Невеликий острівець Рока-Партіда площею лише 0,014 км², розташований на північний захід від Сокорро, складається з двох поєднаних скель, що підіймаються над водою на 20-30 м.
Безлюдні острови Ревільяхіхедо були відкриті іспанськими мореплавцями у середині XVI століття. У 1861 році мексиканський президент Беніто Хуарес передав острови штату Коліма для створення на них виправної колонії, однак в'язниця на островах так і не була побудована. У середині XX століття на островах Сокорро і Кларіон були створені невеликі військово-морські бази. Наразі на острові Сокорро мешкають 60-80 морпіхів та членів їх родин, а на Кларіоні — 10-16 людей.

## Клімат
На островах Ревільяхіхедо переважає пустельний клімат (BWh за класифікацією кліматів Кеппена) або напівпустельний клімат (BSh за класифікацією Кеппена). Середньорічна кількість опадів тут становить менше 600 мм опадів, більшість з яких випадають влітку. У високогір'ях Сокорро, розташованих на висоті понад 400 м над рівнем моря, панує саванний клімат (Aw за класифікацією кліматів Кеппена). Опадів тут випадає більше, ніж на решті екорегіону, що дозволяє підтримувати густішу рослинність.

## Флора
На островах екорегіону зустрічаються різноманітні рослинні угруповання, розподіл яких залежить від клімату, висоти над рівнем моря, ґрунтів та експозиції. Найбагатші рослинні угруповання зустрічаються на Сокорро, тоді як на скелястому острівці Рока-Партіда рослинність практично відсутня.
У прибережних районах Сокорро переважають прямі конусоплідні мангри (Conocarpus erectus) та чагарники морських гібісків (Hibiscus tiliaceus subsp. pernambucensis). На висоті до 250 м над рівнем моря серед базальтових скель зростають густі чагарники ендемічного кротона Мейсона (Croton masonii) та пустельної опунції (Opuntia engelmannii).
На вологих схилах Сокорро поширені сухі тропічні ліси, у яких переважають скумпієлисті фікуси (Ficus cotinifolia), пізні черемхи (Prunus serotina spp. capuli) та ендемічні острівні геттарди (Guettarda insularis). На висоті понад 500 м над рівнем моря фікуси у лісах замінюються іншими видами — сокоррськими сідероксилонами (Sideroxylon socorrense), сокоррськими падубами (Ilex socorroensis) та малими гуаявами (Psidium sartorianum). В підліску поширені різноманітні трав'янисті рослини та папороті, зокрема південні орляки (Pteridium caudatum). Дерева у сухих лісах Сокорро рясно вкриті ліанами та епіфітами. Тут зустрічаються такі епіфтні орхідеї, як блискучий епідендрум (Epidendrum nitens), жорсткий епідендрум (Epidendrum rigidum) та ендемічна сокоррська аціантера (Acianthera unguicallosa).
На висоті понад 700 м над рівнем моря у лісах Сокорро домінують острівні меліосми (Meliosma nesites), халапські ореопанакси (Oreopanax xalapensis) та пізні черемхи (Prunus serotina spp. capuli). Рівень вологості в цій зоні вищий, ніж у будь-якій іншій частині острова, тому дерева тут рясно вкриті лишайниками та папоротями, зокрема укорінливими адіантопсісами (Adiantopsis radiata), солодицями Альфреда (Pecluma alfredii) та красивими селезінниками (Asplenium formosum). На вершині гори Еверманн поширені луки, на яких, зокрема, зустрічяаються півострівні золотушники (Centaurium capense), звіробій Іствуда (Hypericum eastwoodianum) та серцелисті лобелії (Lobelia cordifolia).
Оскільки на острові Кларіон відсутні високі гори, які могли б викликати орографічні опади, подібно до гори Еверманн на острові Сокорро, тут повсюду панують посушливі або напівпосушливі умови. Рослинний покрив Кларіону представлений чагарниками, заростями пустельної опунції (Opuntia engelmannii) та луками, на яких переважають гостролисті пухнатки (Eriochloa acuminata), пірамідальні спороболуси (Sporobolus pyramidatus) та ендемічні тонколисті арістіди (Aristida tenuifolia).
На острові Сан-Бенедікто зареєстровано лише 10 видів трав, кущів та в'юнких рослин, з яких 7 видів є ендеміками екорегіону. Незважаючи на те, що виверження 1952 року знищило майже всю рослинність на острові, за наступні десятиліття флора Сан-Бенедікто почала поступово відновлюватися, а жоден вид повністю не вимер на острові.
Ізольованість островів Ревільяхіхедо спряла еволюційній радіації багатьох видів та призвела до дуже високого рівня ендемізму. Серед місцевих рослин, поширених на острові Сокорро, 31,6 % видів є ендеміками, на Кларіоні — 26 % видів, на Сан-Бенедікто — 45 % видів. Загалом в екорегіоні зустрічається 117 місцевих видів рослин.

## Фауна

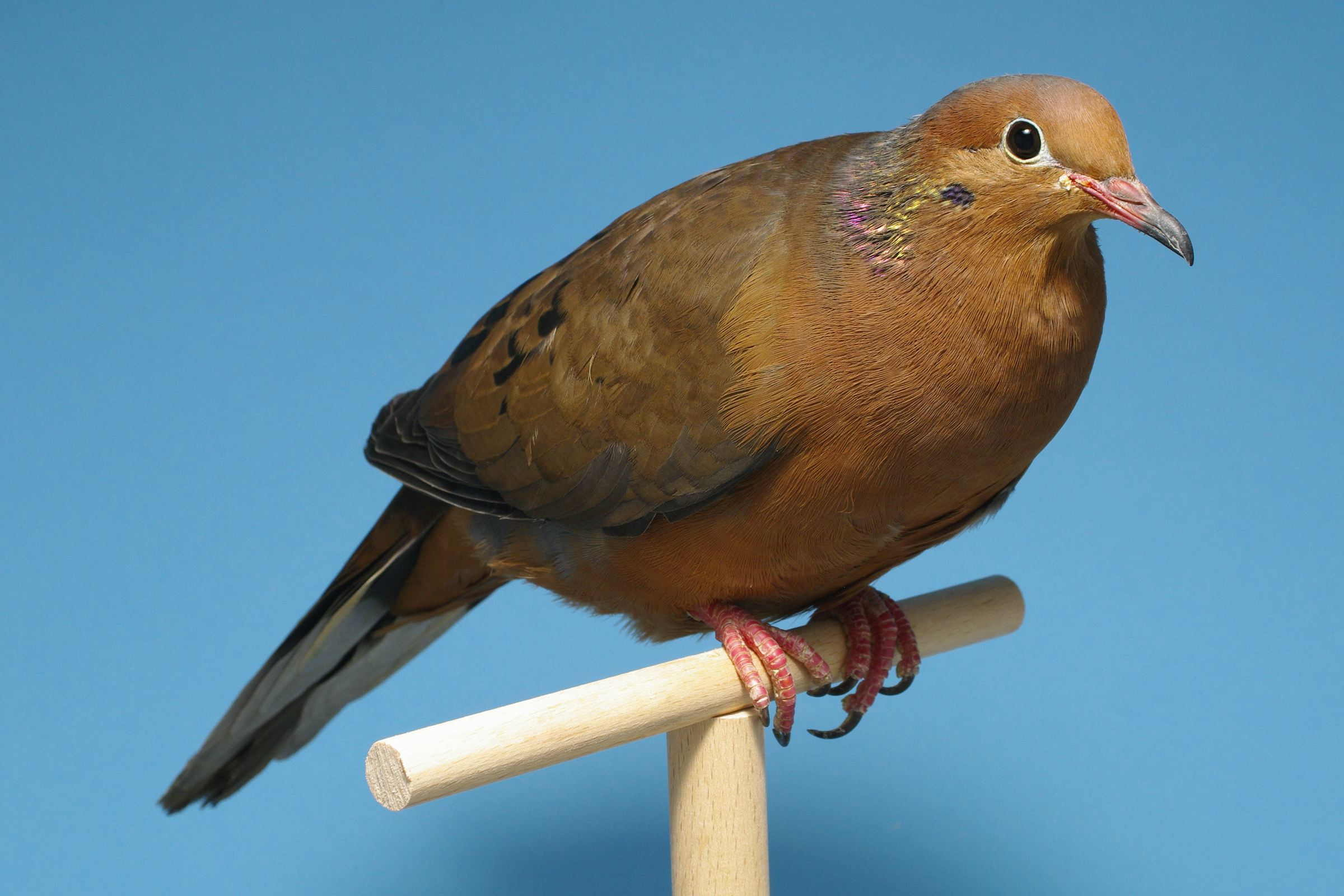
Сокорська зенаїда (Zenaida graysoni)

Фауна екорегіону також вирізняється надзвичайно високим рівнем ендемізму. Усі наземні хребетні тварини, поширені на островах Ревільяхіхедо, є ендеміками екорегіону, а також 14 з 16 видів наземних птахів.
Ендеміками острова Сокорро є сокорські аратинги (Psittacara brevipes), сокорські волоочки (Troglodytes sissonii) та сокорські пересмішники (Mimus graysoni), а також підвиди низки видів птахів, зокрема строкатоголового талпакоті (Columbina passerina socorroensis), неоарктичного канюка (Buteo jamaicensis socorroensis), плямистого тауї (Pipilo maculatus socorroensis) та тропічного пісняра (Setophaga pitiayumi graysoni). У підліску лісів Сокорро раніше зустрічалися ендемічні сокорські зенаїди (Zenaida graysoni), однак наразі ці птахи вимерли у дикій природі. Ендемічний підвид мексиканського сичика-ельфа (Micrathene whitneyi graysoni) не спостерігався з 1931 року і також вважається вимерлим. Серед інших птахів, що гніздяться на Сокорро, слід відзначити чорногорлого квака (Nyctanassa violacea) та інтродукованого багатоголосого пересмішника (Mimus polyglottos).
Ендеміками острова Кларіон є кларіонські волоочки (Troglodytes tanneri), які живуть серед чагарників, а також підвиди північної зенаїди (Zenaida macroura clarionensis) та американського сича (Athene cunicularia). Крім того, на Кларіоні мешкають звичайні круки (Corvus corax), яких іноді відносять до окремого підвиду Corvus corax clarionensis. Раніше круки гніздилися й на острові Сан-Бенедікто, однак вони вимерли на острові внаслідок виверження 1952 року і більше на ньому не зустрічалися. Ендемічний підвид скелястого волоочка (Salpinctes obsoletus exsul), який жив на острові Сан-Бенедікто, також повністю вимер 1 серпня 1952 року, у день початку виверження вулкана.
На островах екорегіону гніздяться численні морські птахи, зокрема клинохвості буревісники (Ardenna pacifica), насканські сули (Sula granti), червононогі сули (Sula sula), блакитноногі сули (Sula nebouxii), білочереві сули (Sula leucogaster), тихоокеанські фрегати (Fregata minor), червонодзьобі фаетони (Phaethon aethereus), строкаті крячки (Onychoprion fuscatus), бурі крячки (Anous stolidus). Для багатьох тихоокеанських видів острови Ревільяхіхедо, особливо острів Сан-Бенедікто, є найсхіднішим або найпівнічнішим місцем розмноження. Ендеміками екорегіону є сокорські буревісники (Puffinus auricularis), які гніздяться лише на вершині гори Еверманн на острові Сокорро. Раніше ці птахи також гніздилися на Кларіоні, однак внаслідок знищення природного середовища та хижацтва з боку інтродукованих тварин їхня популяція на Кларіоні вимерла.
На архіпелазі Ревільяхіхедо іноді трапляються кулики та інші перелітні птахи, які зупиняються на островах під час міграції. Серед мігруючих птахів. що регулярно спостерігаються на Кларіоні або Сокорро, слід відзначитти північну чаплю (Ardea herodias), американську чепуру (Egretta thula), американську коровайку (Plegadis chihi), бурокрилу сивку (Pluvialis fulva), плямистого набережника (Actitis macularia), американського коловодника (Tringa incana), звичайного крем'яшника (Arenaria interpres), американського кулика-довгонога (Himantopus mexicanus), західного мартина (Larus occidentalis) та сільську ластівку (Hirundo rustica).
На островах Ревільяхіхедо зустрічаються чотири види плазунів, усі з яких є ендеміками екорегіону. На Сокорро поширені рідкісні сокорські деревні ящірки (Urosaurus auriculatus), а на Кларіоні — кларіонські деревні ящірки (Urosaurus clarionensis), кларіонські нічні змії (Hypsiglena unaocularus) та кларіонські полози-батоги (Masticophis anthonyi). Крім того, острови регіону є важливими місцями, де відкладають яйця рідкісні морські черепахи: шкірясті черепахи (Dermochelys coriacea), оливкові черепахи (Lepidochelys olivacea), бісси (Eretmochelys imbricata) та зелені черепахи (Chelonia mydas). Місцеві наземні ссавці на архіпелазі Ревільяхіхедо відсутні. Серед інших тварин, поширених в екорегіоні, слід відзначити майже ендемічних сухопутних кліпертонських крабів (Johngarthia oceanica), які також зустрічаються на атолі Кліппертон.
Тварини та рослини, що колонізували архіпелаг Ревільяхіхедо, походять від материкових популяцій, як правило, поширених на північний схід від архіпелагу. Рослини екорегіону найчастіше походять від популяцій Каліфорнійського півострова, тоді як предки місцевих плазунів, найімовірніше походять з Сонори та Сіналоа, а предки наземних птахів — з південної частини Північної Америки та північної частини Центральної Америки. Той факт, що жоден ендемічний таксон наземних птахів не зустрічається більш ніж на одному острові, може вказувати на те, що кожна популяція місцевих птахів виникла незалежно від іншої.

## Збереження
Ще у 1956 році американські біологи Баярд Бредстом та Томас Хауелл писали у праці, присвяченій птахам Ревільяхіхедо: «Майбутнє орнітофауни островів на даний момент виглядає безпечним. Там немає ні людей, ні ссавців будь-якого виду, крім помірно великої та, очевидно, стабільної популяції овець на Сокорро». Однак, висловивши цей оптимістичний прогноз, науковці застерігали: «Можна сподіватися, що мексиканський уряд не допустить інтродукції таких ссавців, як кролики, коти, кози та інші, які незмінно завдавали катастрофи флорі та фауні острівних регіонів».
На жаль, відтоді унікальна екосистема архіпелагу опинилася під загрозою внаслідок появи в регіоні інтродукованих видів. До овець, завезених на Сокорро у 1869 році, додалися здичавілі коти, що потрапили на острів, ймовірно, на початку 1970-х років. Ще раніше на острів були завезені хатні миші. Також на Сокорро була завезена центральноамериканська сарана (Schistocerca piceifrons). На острів Кларіон, у свою чергу, були інтродуковані свині та європейські кролики.
За останні 50 років значна частина рослинного покриву Сокорро та Кларіону була знищена інтродукованими вівцями, кроликами та сараною. Здичавілі коти та свині сприяли скороченню популяції місцевих птахів. Як наслідок, сокорські зенаїди (Zenaida graysoni) вимерли у дикій природі між 1958–1978 роками. На щастя, цих птахів вдалося врятувати завдяки розведенню у неволі. Станом на 2016 рік їх популяція нараховувала 150 особин.
Основними загрозами для збереження природи регіону є знищення та деградація місцевої рослинності та спричинена цим ерозія ґрунту. Мексиканський уряд сприяє усуненню з островів регіону інтродукованих видів тварин.
У 2003 році вівці та свині були винищені на Кларіоні. У 2012-2014 роках на Сокорро вівці також були винищені. Після того, як вівці в регіоні були винищені, спостерігається швидке відновлення рослинного покриву, а дослідження підтвердили збільшення популяції ящірок та птахів. Проект знищення котів на Сокорро розпочався у 2011 році і наразі завершений на 70 %.
З 1994 року острови Ревільяхіхедо перебувають під федеральним захистом. У липні 2016 року архіпелаг був внесений до списку Світової спадщини ЮНЕСКО, а у листопаді 2017 року він був оголошений морським заповідником та національним парком Мексики.